# عائلة إيرباص إيه 320 نيو
عائلة إيرباص إيه 320 نيو: هي عائلة طائرات قيد التطوير من قبل شركة إيرباص لتحل محل عائلة إيرباص إيه 320 (الآن إيه 320 سي أي أو ceo (خيار محرك الحالية)).
الاسم نيو "neo" مشتق من عبارة «خيار المحرك الجديد» (بالإنجليزية:  "New Engine Option")‏ وهي الخطوة الأخيرة من برنامج تحديث إيه 320 المحسن (أو إيه 320 أي) الذي بدأ في عام 2006. بالإضافة إلى ذلك فإن برنامج نيو يتضمن أيضا تحديث وإجراء تحسينات أخرى مثل: تحسينات الديناميكية الهوائية، وأطراف جنيحات ذات منحنى كبير والمعروفة باسم (Sharklets)، وتقليص الوزن، ومقصورة ركاب جديدة مع مساحات أكبر للأمتعة، وتحسين نظام تنقية الهواء.
وستؤدي هذه التحسينات في مجملها لتخفيض استهلاك الوقود بنسبة 15٪، وانخفاض بنسبة 8٪ في تكاليف التشغيل وتخفيض الضوضاء، وتقليل انبعاثات أكاسيد النيتروجين (NOx) بنسبة 10٪ على الأقل مقارنة مع سلسلة إيرباص إيه 320. وسيحصل العملاء على خياران لتزويد الطائرة بالمحركات إما بمحرك ليب من شركة سي إف إم الدولية أو محرك برات آند ويتني بيه دبليو 1000 جي.

## التطوير

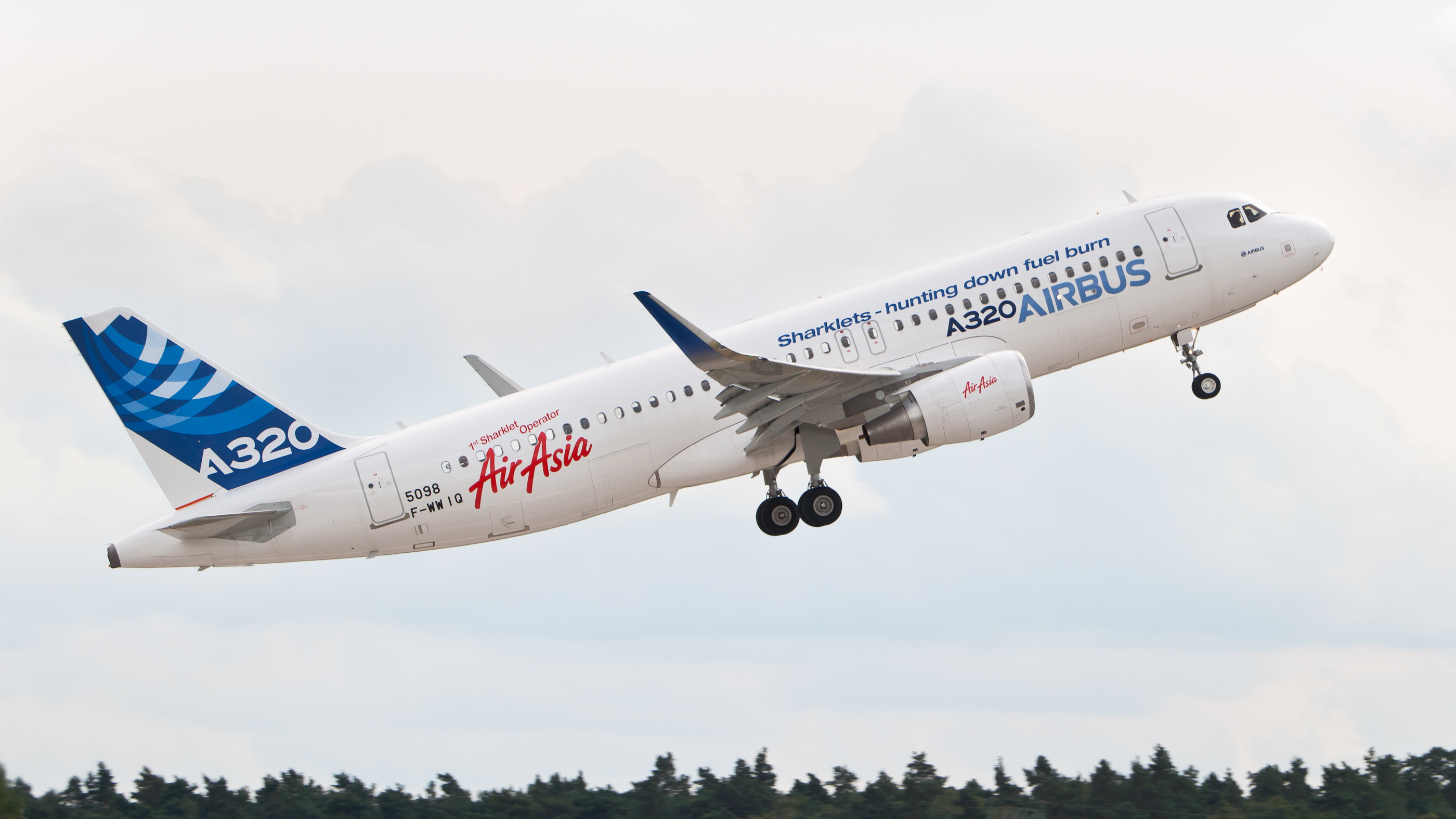
طائرة إيرباص إيه 320 المحسنة والمعروفة بأسم إيه 320اي (A320E) مزودة بطرف جناحي قرشي (Sharklets) في معرض برلين الجوي الدولي 2012

### إيه 320 المحسن
فرضت إيرباص خلفا لعائلة إيه 320 مع خيارين أحدهم طائرة جديدة تماما والآخر هو إعادة تطوير الطائرة وتزويدها بمحركات حديثة. وذلك عندما بدأت إيرباص في عام 2006 بتقديم برنامج إيرباص إيه 320 المحسَّن (A320E)، وهو برنامج يشتمل على سلسلة من التحسينات النوعية على عائلة إيه 320. وتشمل التحسينات التحسينات الديناميكية الهوائية، مثل إضافة جنيحات (Sharklets) ذات المنحنى الكبير مع تحسينات لحرق الوقود تصل إلي 3.5٪، وتقليص الوزن، ومقصورة ركاب جديدة، وإدخال تحسينات على المحرك. وعلى الرغم من أنه تم تركيب هذه التحسينات على محرك إيه 320 في 2008/2007 مع حزمة ("الإدراج تك"-"Tech Insertion") على محركات سي إف إم 56 وفي 2500 الاختيار الأول “V2500SelectOne” على محركات في 2500 ، وهذه التحسينات أثرت بنسبة ضئيلة قدرت من 1-2٪ فقط، مما حدا بإيرباص في النهاية إلى الذهاب لخيار استخدام محرك جديد. .

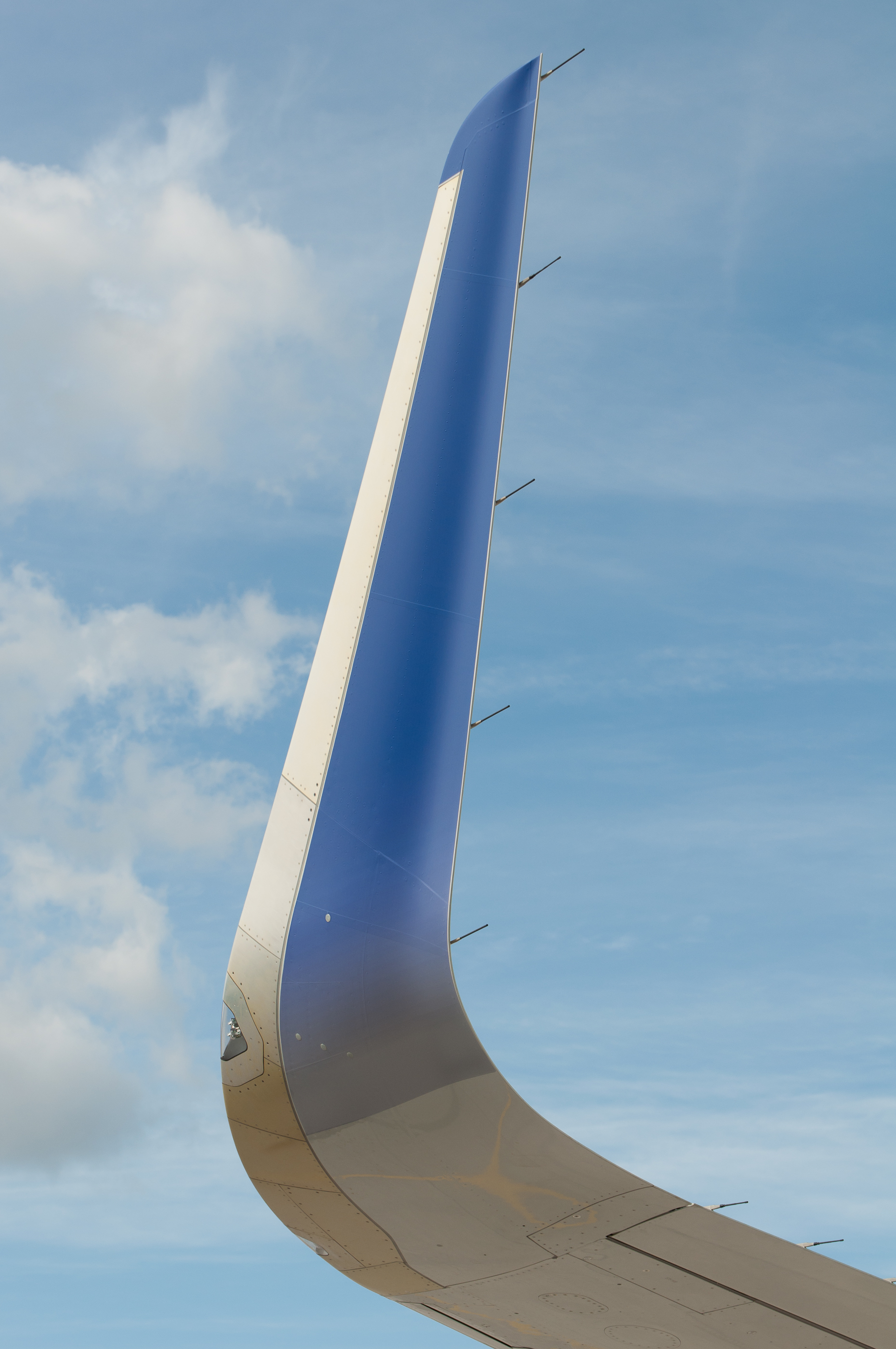
الطرف الجناحي القرشي (Sharklets) والذي سيكون على طائرة إيرباص إيه 320 المحسنة وطائرة إيه 320 نيو في معرض برلين الجوي الدولي 2012

#### طرف جناحي قرشي (Sharklets)
أعلنت شركة إيرباص في 15 نوفمبر 2009 أن طائرات إيرباص من طراز إيه 320 المحسن (A320E) وأيضا طراز إيه 321 نيو سوف تتضمن على تعديلات تشمل إدخال بعض التعديلات على الجناح، وعلى رأسها تركيب جنيحات تسمى “Sharklets” وممزوجة مع الجناح. ودشّن طراز إيه 320 المحسن ابتداء من عام 2012 مع الخطوط الجوية النيوزيلندية. وجنيحات إيرباص هذه، والتي يبلغ طولها هي 2.4 متر (7 قدم في 10)، وتزن 200 كجم (رطل 440)،  يتوقع لها أن تقلل حرق الوقود بنسبة 3.5٪ أو زيادة حجم الحمولة المتاحة للطائرة بحوالي 500 كجم (1,100 رطل)، أو زيادة المدى ب 100 ميلا بحريا (190 كيلومترا) مع وزن الحمولة الأصلي. . وهذا يعادل الحد من حوالي 700 طن سنويا من ثنائي أكسيد الكربون (CO 2)لكل طائرة، مما يوفر للمشغلين 220,000 دولار أمريكي لكل طائرة في السنة. وجنيحات الجناح الطرفية (Sharklets) يتم تصنيعها وتوزيعها من قبل شعبة الفضاء في الخطوط الكورية.

#### تعزيز المقصورة
تم تركيب مقصورة جديدة، تقدم أفضل وأكبر تخزين لأمتعة الركاب، كما أنها أكثر هدوءا، وزينت بلمسات ديكورية لتبدوء أكثر حداثة. كما ركب نظام جديد لتنقية الهواء، مع مرشحات تزيل الأبخرة السامة والروائح الكريهة من الهواء قبل أن يتم ضخها إلى المقصورة. بالإضافة إلى ذلك، وتم تحسين المقصورة لمزيد من الفعالية بواسطة مفهوم جديد لمطابخ الطائرة، من حيث تخفيض الوزن، وتحسين بيئة العمل وسلامة الأغذية والمتطلبات الخاصة بإعادة التدوير. كما وفرت إضاءة من نوع ليد (LED). ويمكن لطاقم الطائرة أن يتحكم بالمقصورة من خلال شاشات جديدة تعمل باللمس.

### إيه 321 نيو «خيار محرك جديد»
في 1 ديسمبر 2010، أطلقت إيرباص رسميا خليفة طائرة إيه 320 المحسنة، وهي طائرة إيه 321 نيو «خيار محرك جديد». مع خيارين لاختيار محركات جديدة تتضمن محرك ليب-أكس من سي اف ام الدولية أو محرك برات آند ويتني بيه دبليو 1000 جي الأمريكية. وعلى الرغم من أن المحركات الجديدة سوف تحرق وقود أقل بنسبة 16٪ مقارنة بسابقتها من المحركات، الآ إن المكسب الفعلي للوقود عند تثبيت هذه المحركات على الطائرة الجديدة إيرباص إيه 320 نيو. أما إذا ما ثبتت هذه المحركات على طائرات إيرباص إيه 320 الحالية فستكون النتيجة أقل قليلا من 1-2٪. وعموما فهذا يعني القدرة على إضافة مدى طيران إضافي يصل إلى 950 كم (510 ميل)، أو 2 طن (4400 رطل) من الحمولة الإضافية.
وقال الرئيس التنفيذي لشركة إيرباص: ستكون طائرة «مريحة» مع توقعات بانخفاض تكلفة الصيانة 15٪ لمحركات برات آند ويتني بيه دبليو 1000 جي، مقارنة مع المحركات العاملة اليوم. وتتوقع إيرباص بأنه سوف يتم تسليم أول طائرة إيه 321 نيو في أكتوبر 2015، كما أنها تخطط لبيع وتسليم 4,000 طائرة خلال فترة 15 عاما من بدأ الأنتاج. وتعتبر خطوط فيرجن أمريكا هي العميل الأول الذي يطلب طائرة إيه 321 نيو، مع طلبية مؤكدة ل 30 طائرة، كجزء من طلبية تتكون من 60 طائرة، وذلك في 17 يناير 2011. وفي نوفمبر 2012، أرجأت خطوط فيرجن أمريكا تسليم طلبيتها من طائرات إيه 321 نيو حتى عام 2020، مما أعطى السبق لجعل مؤسسة التمويل التأجيري الدولية (ILFC)، أن تكون أول عميل يستلم ويشغل طائرة إيه 321 نيو الجديدة. ، أما عن المحركات فما زالت اختيارات شركات الخطوط الجوية بين المحركين متساوية تقريبا لكل من محرك ليب-أكس من سي اف ام الدولية ومحرك برات آند ويتني بيه دبليو 1000 جي.

## تصميم

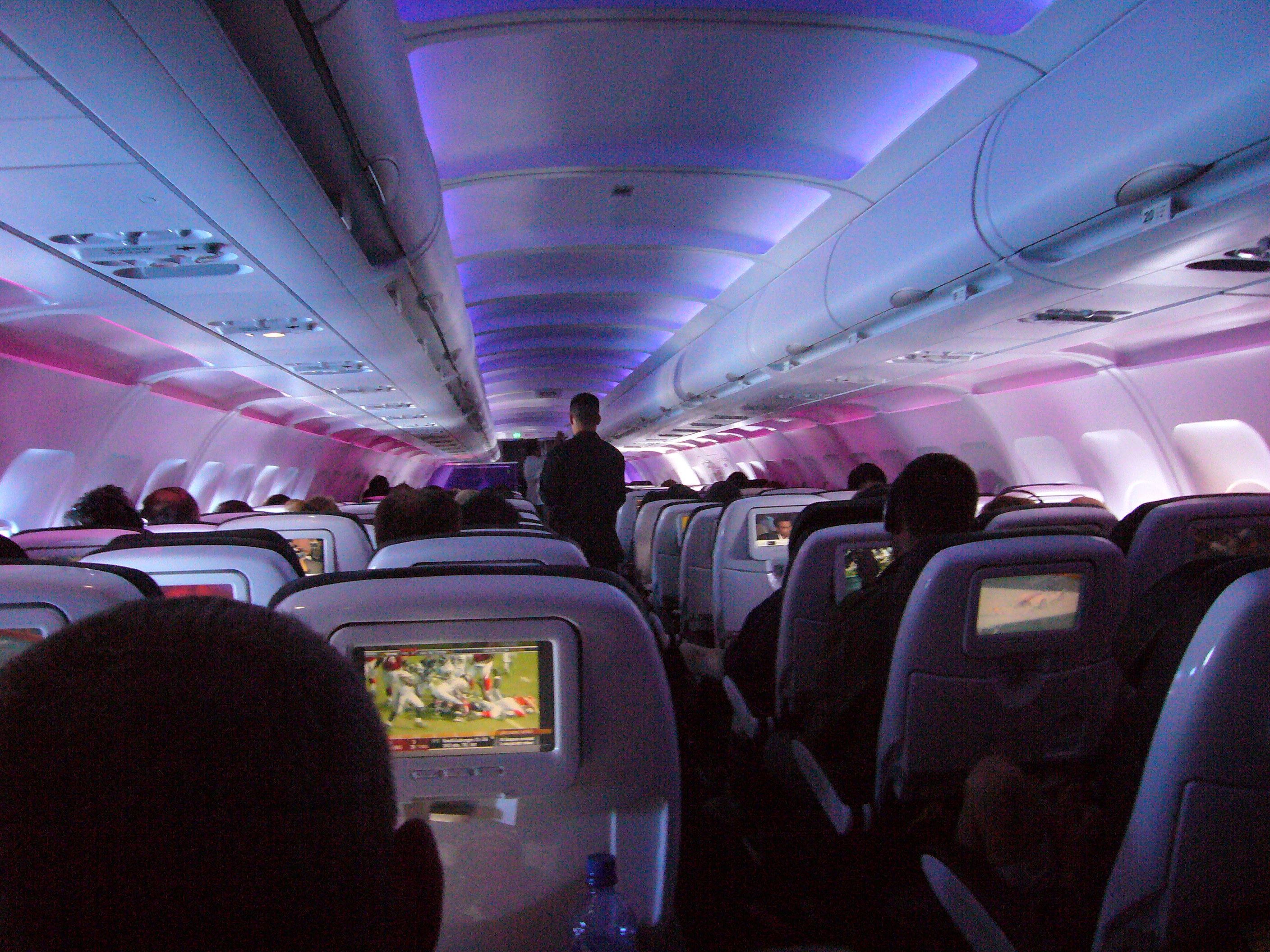
مقصورة ركاب الدرجة الاقتصادية لطائرة إيرباص إيه 320 أي تابعة لخطوط فيرجن أمريكا مزودة بإضاة بإضاءة تقنية الصمام الثنائي (LED)

تقول إيرباص بأن عائلة إيه 320 نيو والمزودة بمحركات الجيل الاخير، وجنيحات الجناح الطرفية "Sharklet"، مما ينتج عنه في المحصلة ما نسبتة 15% في توفير الوقود، وهذا يشمل استخدام جنيحات الجناح الطرفية "Sharklet" والتي لديها القدرة على خفض استهلاك الوقود بنسبة 3.5٪ إلى 4٪، نتيجة لانخفاض الدوامات الهوائية على قمة الجناح وتقليل قوى الجر.
وطائرة إيه 320 نيو لديها أكثر من 95٪ من القواسم المشتركة مع هيكل الطائرة إيه 320 الحالي، كما أن هيكل الطائرة صنع من مواد جديدة مثل المواد المركبة وسبائك ألومنيوم أكثر من ذي قبل، مما ساعد على تخفيض الوزن وبالتالي استهلاك الوقود. أيضا، فإن أستخدام المواد الجديدة أدى إلي تخفيض عدد أجزاء وقطع الطائرة مما سوف يقلل من تكاليف الصيانة.

### المتغيرات
قررت شركة إيرباص تقديم ثلاثة أنواع متقدمة من عائلة إيه 320 مع «خيار محرك جديد (نيو)» وهي طرازات إيه 319، إيه 320، إيه 321. في حين لا يتوقع أن يكون طراز إيه 318 من مجموعة “نيو” في الوقت الحالي وقد يتغير هذا في المستقبل.
- إيه 319 نيو، العميل الأول هو: الخطوط الجوية القطرية.[29]
- إيه 320 نيو، العميل الأول هو: مؤسسة التمويل التأجيري الدولية (ILFC) .[24][30]
- إيه 321 نيو، العميل الأول هو: مؤسسة التمويل التأجيري الدولية (ILFC) .[30]

## أوامر الطلبيات
منذ إطلاقها في ديسمبر 2010 تلقت إيه 320 نيو أكثر من 2,000 طلبية شراء، وذلك في فترة وجيزة لاتتجاوز سنتان من تاريخ الإطلاق، مما يجعلها أسرع الطائرات التجارية مبيعا في التاريخ. . وتشمل أهم أوامر الشراء على طلبية مكونة من 150 طائرة من خطوط إنديقو،  و 200 طائرة من طيران أسيا، و130 من أميركان إيرلاينز و 174 طائرة من ليون إير. ومن المقرر أن تدخل طائرة إيه 321 نيو الخدمة في أكتوبر 2015 مع مؤسسة التأجير التمويلي الدولية (ILFC)، وذلك بعد مرور 27 عاما على تسليم أول طائرة من طراز إيه 320. وسيعقب ذلك دخول الطراز الأقصر إيه 319 نيو، وفي وقت لاحق الطراز الأطول إيه 321 نيو.
في معرض باريس للطيران لعام 2011، أعلنت شركة إيرباص أن لديهم أوامر من شركة جنرال إلكتريك المالية لخدمات الطيران (GECAS)، الخطوط الجوية الإسكندنافية، خطوط ترانس آسيا، خطوط إنديقو، الخطوط لآن الجوية (LAN)، طيران أسيا، وخطوط قوآير (GoAir) الهندية. وبعد بضعة أشهر، أصبحت لوفتهانزا أول زبون للطائرة في ألمانية حيث طلبت 30 طائرة. وايضا طلبت 70 طائرة إضافية من طرازي إيه 320 نيو وإيه 321 نيو وذلك في 14 مارس 2013. كما تلقت إيرباص أيضا التزامات لشراء 83 طائرة إيه 320 نيو من شركة التأجير الجوي “Air Lease Corporation-ALC” وشركة “افيانكا” “AviancaTaca” . وفي 20 يوليو 2011، تقدمت الخطوط الجوية الأمريكية (أميركان إيرلاينز) بطلبية لشراء 130 طائرة من طراز إيه 320 نيو، والتي من شأنها أن توقف جميع طائرات بوينغ والتي تعمل في أسطول الشركة. وفي يوم 23 يونيو 2011، أعلنت طيران أسيا الماليزية وهي شركة طيران منخفض التكلفة، عن أكبر طلبية طائرات في تاريخ الطيران التجاري في ذلك الوقت. وفي عام 2011 وخلال معرض باريس للطيران، تلقت إيه 320 نيو ما مجموعه 667 من أوامر الشراء للطائرة، و83 التزاما بالشراء. وفي معرض دبي للطيران الذي أقيم في نوفمبر عام 2011، تلقت طائرة إيه 320 نيو ما مجموعه 130 من أوامر الشراء، و 105 من الالتزامات من قبل العديد من الزبائن. وقد وضعت طيران أسيا أكبر طلبية عرفت من أي وقت مضى على طائرة إيه 320 نيو وذلك لشراء 200 طائرة. وفي 25 يناير 2012 شركة المكوك الجوي النرويجية “Norwegian Air Shuttle” أكدت مع شركة إيرباص طلبية تتكون من 100 إيه 320 نيو. خطوط بيغاسوس الجوية ثاني أكبر شركة طيران في تركيا، توقع عقدا للحصول إلي مايصل إلى 100 طائرة من عائلة إيرباص إيه 320 نيو، منها 75 (57 إيه 320 نيو و 18 طائرة إيه 321 نيو) أوامر مؤكدة.

## مواصفات
المواصفات الأولية حتى يتم الانتهاء من التصميم.
|                           | إيه 319 نيو | إيه 320 نيو | إيه 321 نيو |
| ------------------------- | --- | --- | --- |
| طاقم قمرة القيادة         | اثنان | اثنان | اثنان |
| السعة المقعدية            | 156 (درجة أركاب واحدة، بحد أقصى) 134 (درجة أركاب واحدة، توزيع مقاعد نموذجي) 124 (درجتان أركاب، توزيع مقاعد نموذجي) | 180 (درجة أركاب واحدة، بحد أقصى) 164 (درجة أركاب واحدة، توزيع مقاعد نموذجي) 150 (درجتان أركاب، توزيع مقاعد نموذجي) | 236 (درجة أركاب واحدة، بحد أقصى) 199 (درجة أركاب واحدة، توزيع مقاعد نموذجي) 185 (درجتان أركاب، توزيع مقاعد نموذجي) |
| سرعة العبور               | ماخ 0.78 (828 ميلا في الساعة في km/h/511 11,000 m/36، 000 قدم)                                                     | ماخ 0.78 (828 ميلا في الساعة في km/h/511 11,000 m/36، 000 قدم)                                                     | ماخ 0.78 (828 ميلا في الساعة في km/h/511 11,000 m/36، 000 قدم)                                                     |
| السرعة القصوى             | ماخ 0.82 (871 ميلا في الساعة في km/h/537 11,000 m/36، 000 قدم)                                                     | ماخ 0.82 (871 ميلا في الساعة في km/h/537 11,000 m/36، 000 قدم)                                                     | ماخ 0.82 (871 ميلا في الساعة في km/h/537 11,000 m/36، 000 قدم)                                                     |
| أقصى مدى (مع حمولة كاملة) | 4,200 NMI (7,800 كم؛ 4,800 ميل)                                                                                    | 3,700 nmi (6,900 كـم؛ 4,300 ميل)                                                                                   | 3,650 nmi (6,760 كـم؛ 4,200 ميل)                                                                                   |
| المحركات (×2)             | محرك ليب من سي اف ام الدولية أو محرك برات آند ويتني بيه دبليو 1000 جي                                              | محرك ليب من سي اف ام الدولية أو محرك برات آند ويتني بيه دبليو 1000 جي                                              | محرك ليب من سي اف ام الدولية أو محرك برات آند ويتني بيه دبليو 1000 جي                                              |
| قطر المروحة               | برات آند ويتني: 81 بوصة (2.1 م), ليب 1إيه: 78 بوصة (2.0 م)                                                         | برات آند ويتني: 81 بوصة (2.1 م), ليب 1إيه: 78 بوصة (2.0 م)                                                         | برات آند ويتني: 81 بوصة (2.1 م), ليب 1إيه: 78 بوصة (2.0 م)                                                         |
| قوة الدفع                 | برات آند ويتني: 24,000–33,000 رطل/قدم (110–150 كيلو نيوتن)                                                         | برات آند ويتني: 24,000–33,000 رطل/قدم (110–150 كيلو نيوتن)                                                         | برات آند ويتني: 24,000–33,000 رطل/قدم (110–150 كيلو نيوتن)                                                         |

المصدر: إيرباص، Airliners.net, برات آند ويتني، Pratt & Whitney, سي اف ام الدولية.

## وصلات خارجية
- مقارنة: إيرباص إيه 321 نيو + بوينغ 737 ماكس - طلبات والتزامات